# Демархия
Демархия или лотокрация е форма на обществено управление, при която чрез жребий се определят лицата във властови позиции. Тя е била широко разпространена в Древна Гърция и според засвидетелстваното от Аристотел: „смята се за демократично длъжностите да се определят чрез жребий“. По-късно този похват е бил използван във Венецианската република, а от края на 20 век поради ред причини интересът към него отново нараства.
Демархия е название, образувано от гръцките думи за народ „демос“ и власт „архе“, което е сродно с по-известните понятия „монархия“ или „анархия“. През 17 век обаче думата добива отрицателна конотация. Думата „лотокрация“ е неологизъм, лесно разбираем в англоезичния свят, където пряко се свързва с lot (падналия се дял), а другаде — с известната игра „лото“. Там, където се говорят романски езици, често се използва и „сортиция“, дума от латинския корен sors. Неотдавнашно предложение е синонимичната дума „стохокрация“.
Според Аристотеловото разбиране с провеждането на легитимни избори властта се прехвърля на едно малцинство и това принципно представлява олигархия:

„смята се за демократично длъжностите да се определят чрез жребий, а да се определят чрез избори - за олигархичен принцип“.

Тегленето на жребий обаче също се провежда при налагане на предварителни критерии за участие. Основно предимство на метода е отстраняването на партиите. За недостатък се смята ограничената възможност за последователни действия отвъд рамката на един мандат. Лотокрацията или демархията имат и други плюсове и минуси, относно които се спори, както и при предложенията за обхвата на тяхното прилагане